# Burg Canaschal
Die Ruine der Burg Canaschal ist eine der beiden Burgen auf dem Gemeindegebiet von Trin, einer Gemeinde im Bezirk Imboden des Kantons Graubünden in der Schweiz, oberhalb der damaligen Hauptverkehrsachse auf halbem Weg zwischen Reichenau und Flims. Die andere Anlage war Crap Sogn Parcazi.

## Lage
Die Ruine der Höhenburg steht auf 876 m ü. M. im südöstlichen Teil des Dorfes auf dem kleinen Hügel Canaschal und ist zu Fuss in wenigen Minuten gut erreichbar.

## Anlage
Von der ursprünglichen Anlage (erbaut wohl im 12. bzw. 13. Jh.) ist nur noch der quadratische westliche Bergfried mit seinem Grundriss von knapp zehn auf zehn Metern erhalten. Die Mauerstärke im Erdgeschoss beträgt 2,2 Meter. Von den drei Geschossen wurden die oberen beiden später aufgesetzt, was am unterschiedlichen Mauerwerk gut zu erkennen ist. Die Mauern bestehen aus grossen Blöcken, die Ecken aus Bossenquadern. Der Hocheingang mit gut erhaltenem Rundbogen lag in der Südostmauer im zweiten Stockwerk und war über einen Laubengang erreichbar, wie einige Balkenreste zeigen. An der Südostecke, etwa zwei Meter über Bodenhöhe zeigt ein Bossenquader ein menschliches Gesicht, das allerdings kaum mehr als solches zu erkennen ist. Im Innern zeigt eine Kaminnische mit Rauchabzug, dass der Turm bewohnt war. Der Turm kann durch eine nachträglich eingebrochene Öffnung betreten werden.
Am 2. Juli 1470, als der als Verwalter eingesetzte Vogt Otto Paul von Capol mit seiner Frau bei den Herren von Reichenau eingeladen war, brannte die Burg aus; Grund war Fahrlässigkeit im Umgang mit Feuer. Bei dem Brand sollen die beiden Kinder des Vogtes und das Dienstmädchen umgekommen sein. Daraufhin wurde die Burg wohl verlassen.
Von einem zweiten, etwa gleich grossen Turm, vermutlich älteren Ursprungs und unbekannter Höhe auf der Ostseite, sind nur noch Mauerreste erhalten. Die beiden Türme könnten durch eine Mauer miteinander verbunden gewesen sein.

## Geschichte
Die Geschichte der Burg auf Canaschal ist eng verbunden mit der Geschichte der Herrschaft Hohentrins. In der Feudalzeit bildete Trin zusammen mit Tamins und Reichenau die Herrschaft Hohentrins. Die eigentliche Burg Hohentrins, die man früher im Westturm Canaschals vermutete, lag Grabungsergebnissen zufolge bei Crap Sogn Parcazi westlich des Dorfes.
Wer Canaschal jedoch erbaute, ist nicht bekannt. Einer unsicheren Quelle nach (Hans Erni: II Signuradi da Trin, 1945) soll Pippin der Jüngere, der Vater Karls des Grossen, Camaschal 714 bis 718 erbaut haben.
Nach dem Aussterben der Herren von Hohentrins gingen Herrschaft und Burg zuerst an die Freiherren von Wildenberg, später in den Besitz der Herren von Werdenberg-Heiligenberg, die sie jedoch in der zweiten Hälfte des 14. Jahrhunderts zwei Mal an die Freiherren von Rhäzüns verpfändeten.
Nach dem Tod von Graf Hugo V. von Werdenberg ging die Herrschaft Hohentrins 1428 an dessen Neffen aus dem Südbadischen Engen Peter von Hewen, der mit Anna von Werdenberg verheiratet war (Heinrich von Hewen). Hohentrins blieb bis 1568 im Besitz der  Familie Hewen, kam dann an Johann von Planta und fünfzehn Jahre später an Rudolf von Schauenstein in Haldenstein. 1616 konnte sich die Gemeinde Trin aus der Herrschaft loskaufen, worauf der Sitz der Herrschaft Hohentrins nach Reichenau verlegt wurde.

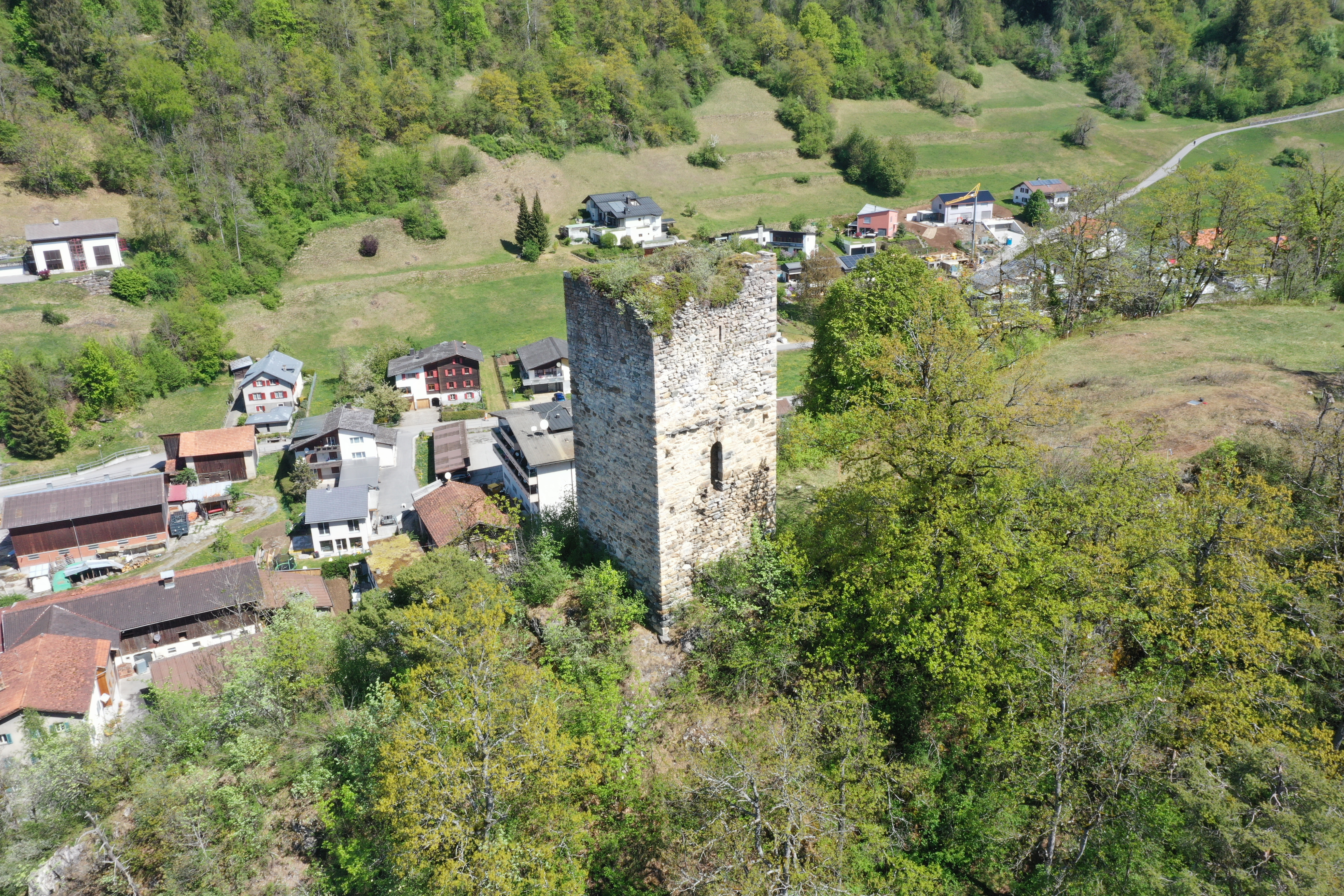
Ansicht von Süden
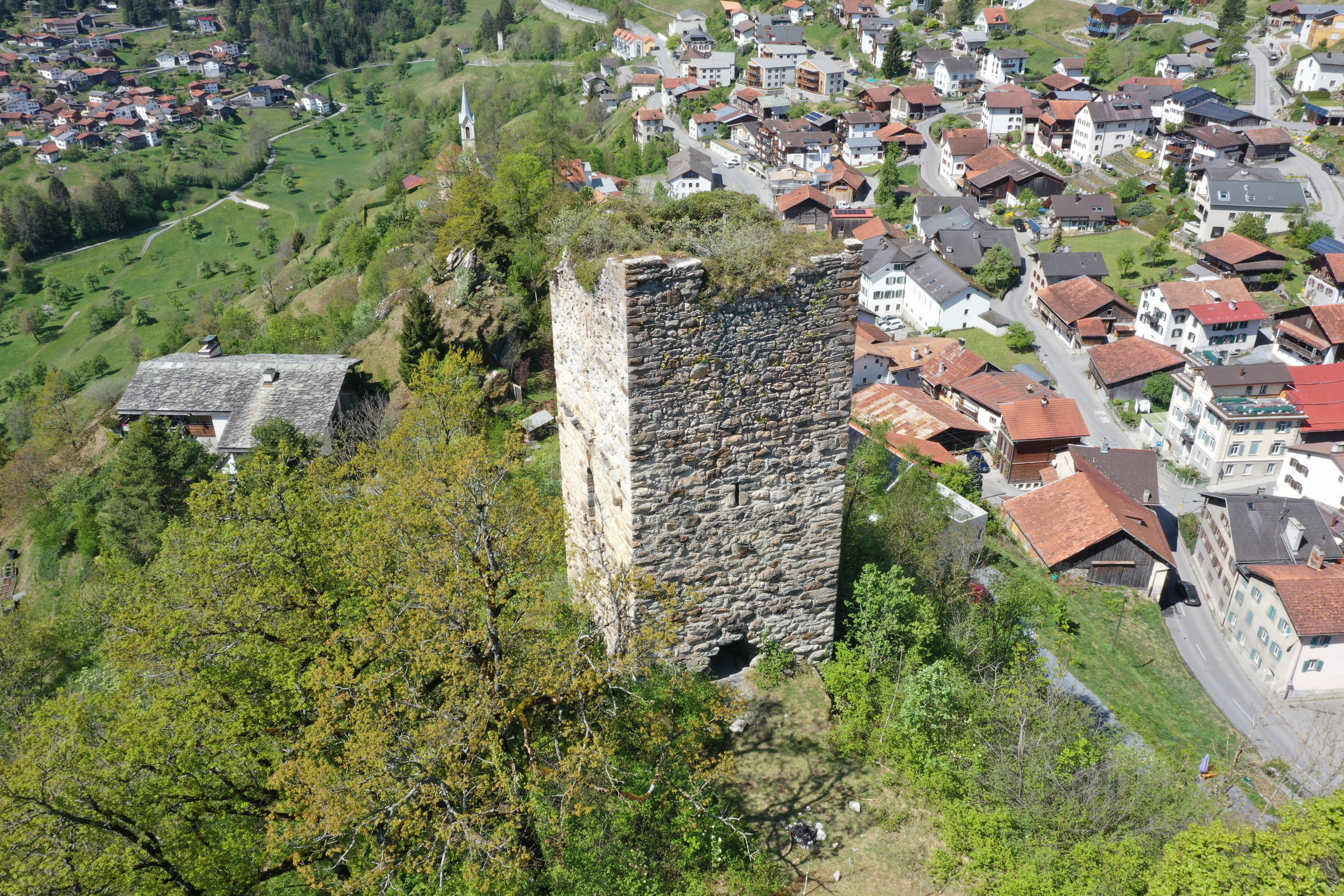
Ansicht von Osten
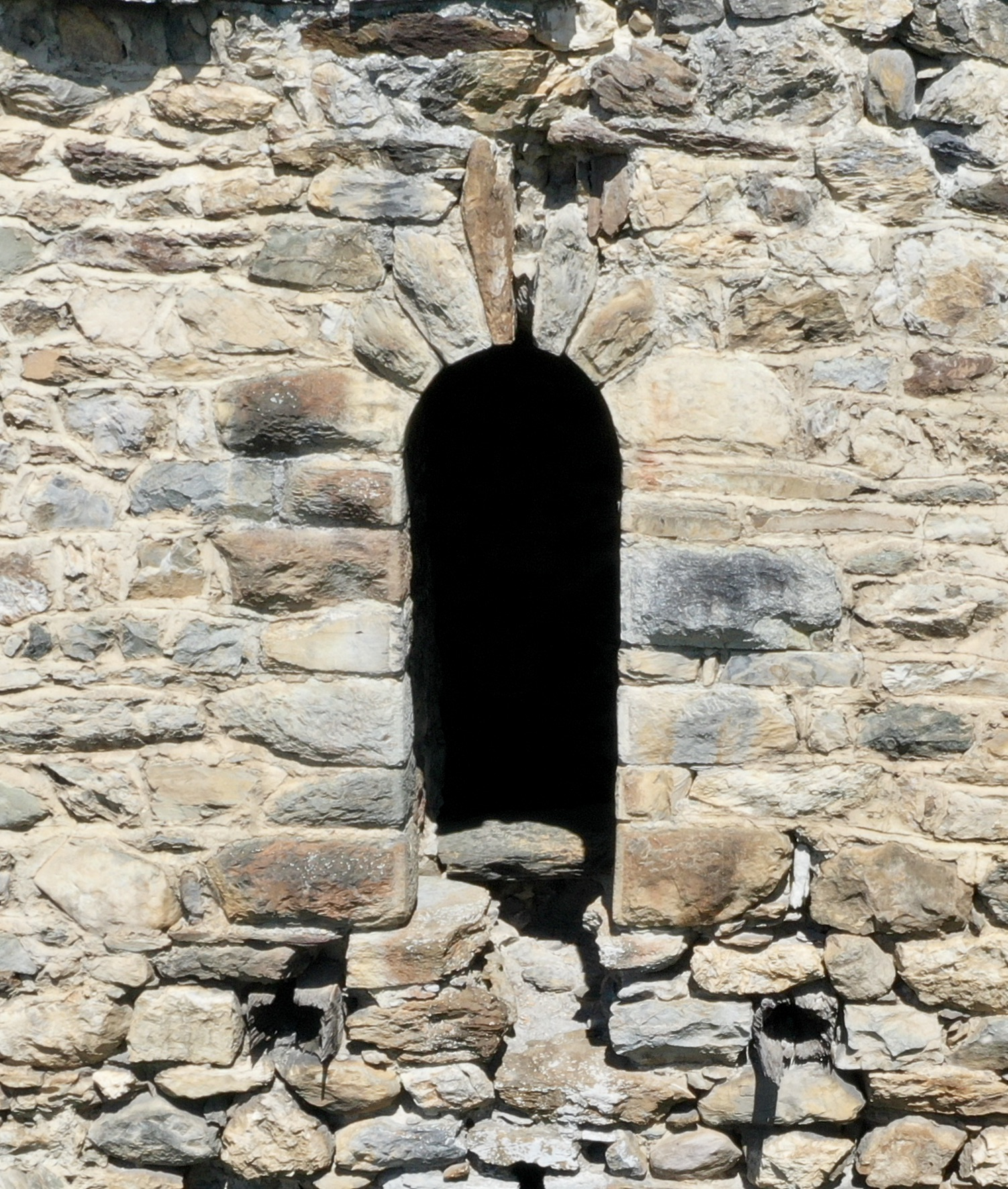
Hocheingang auf der Südseite
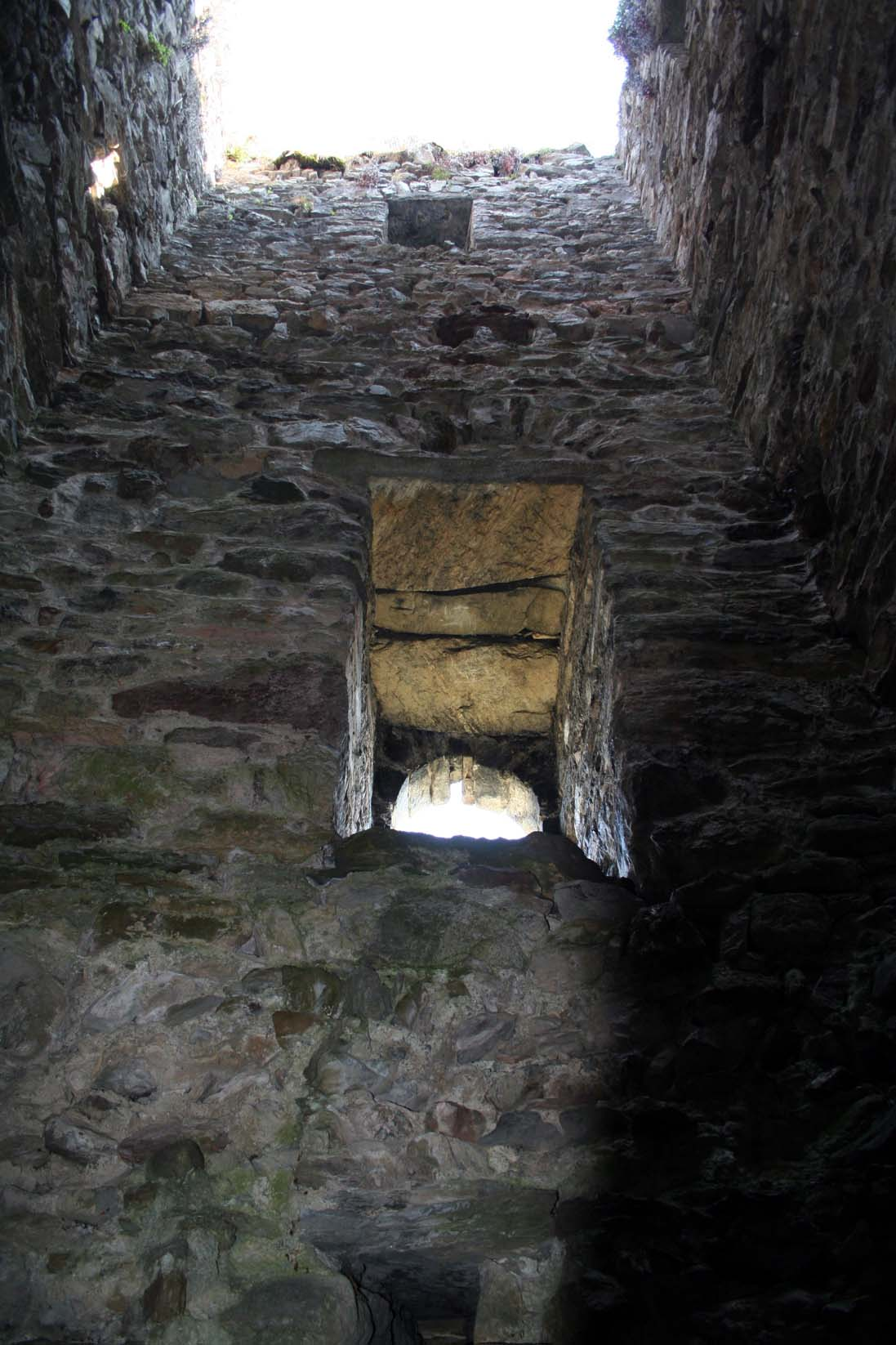
Hocheingang von innen
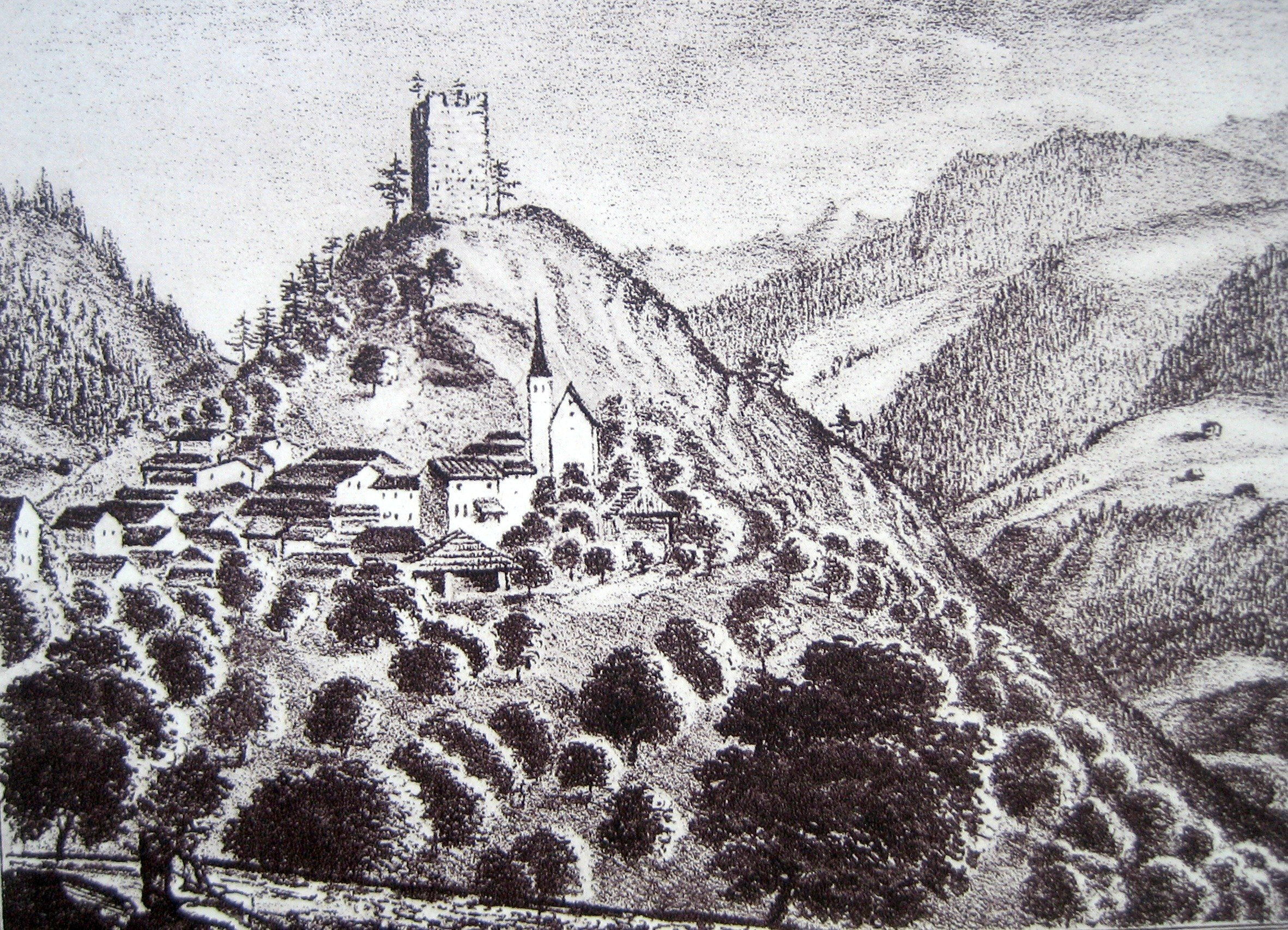
Canaschal auf einer Zeichnung von Heinrich Kraneck 1830

## Bemerkung
1. ↑  unsichere Quelle
2. ↑  Burgruine Canaschal (Fotos) auf trin-verkehrsverein.ch